# Acol
Acol är en ort och civil parish i grevskapet Kent i sydöstra England. Orten ligger i distriktet Thanet, cirka 2 kilometer söder om Birchington-on-Sea och cirka 8 kilometer nordväst om Ramsgate. Civil parishen hade 315 invånare vid folkräkningen år 2021.